# Stig-Olov Walfridsson
Stig-Olov Walfridsson (* 16. November 1962 in Schweden) ist ein schwedischer Unternehmer und Motorsportler. Er gehört der bekannten Familie Walfridsson an.

## Karriere
Stig-Olov Walfridsson startete seine Rennfahrerkarriere 1985 im Rallye- und Rallycross-Motorsport. Bis 1986 trat er mit einem Volvo 240 Turbo, ab 1987 bis 1989 mit einem Audi 80 Quattro und 1990 mit einem Audi 90 Quattro in Läufen der Rallye-Weltmeisterschaft (WRC) und Rallyecross-Europameisterschaft (ERC) an. Seinen ersten Podestplatz gewannen er und sein Copilot Gunnar Barth in der Arctic-Rallye in Finnland, bei der sie den 2. Rang erreichten.
Von 1991 bis 2005 startete er ausschließlich mit Mitsubishi-Rallyewagen, die dem Gruppe-N-Reglement entsprachen, in der A3-Klasse der WRC (PWRC) und in der ERC. 1991 siegte er mit Gunnar Barth auf einem Mitsubishi Galant VR-4 in der PWRC-Klasse und belegte den 11. Rang in Gesamtwertung bei der Internationalen Rallye Schweden. In dem Jahr erzielte er mit dem zweiten Platz sein bestes PWRC-Saisonergebnis.
Ab 1995 setzte Walfridsson einen  Mitsubishi Lancer Evo in den Rallye-Läufen ein.
1998 und 2001 konnte er seinen Erfolg in der Rallye Schweden wiederholen und die PWRC-Wertung gewinnen. Darüber hinaus belegte er von 1993 bis 2000 in der Rallye Schweden mehrere zweite und dritte Plätze.
Nach einem Unfall 2006 mit einem Elch und für ihn vorzeitigem Saisonende fuhr er erst wieder 2007 mit einem Renault Clio in der 1. Division der Schwedischen Rallyecross-Meisterschaft. Dort konnte er sich 2009 und 2010 den Meister- sowie 2011 und 2012 den Vizemeistertitel sichern.
Stig-Olov Walfridsson ist der jüngste der drei Waldfridson-Brüder. Er ist verheiratet, hat vier Kinder und lebt in Karlstad. Er leitet die in acht Orten Värmlands etablierten Filialen der Helmia Bil AB-Autohauskette, die aus den ursprünglichen vier Volvo-Autohäusern Fryksdalens Motor AB des Vaters Helmer hervorging.